# Rosario Murcia-Gangloff
Rosario Murcia-Gangloff (née le 23 septembre 1964 à Lyon) est une athlète française spécialiste des courses de fond. 

## Biographie
Elle remporte deux médailles lors des Championnats du monde de cross-country dans l'épreuve par équipes : le bronze en 1988 et l'argent en 1989, et se classe par ailleurs sixième du 3 000 mètres lors des Championnats du monde en salle de 1991. Sur le plan national, elle remporte quatre titres de championne de France, sur 5 000 mètres en 1995 et sur 10 000 mètres en 1990, 1992 et 1993.
Le 25 avril 1992, elle améliore de près de neuf secondes le record de France du 10 000 m détenu depuis 1990 par Annette Sergent en réalisant le temps de 31 min 42 s 83 lors du meeting de Lommel, en Belgique.
Souffrant d'un glaucome à la suite d'une déshydratation massive survenue lors des Championnats d'Europe de 1994, Rosario Murcia perd progressivement la vue. En 2011, elle décide de reprendre la compétition de haut niveau afin de se préparer pour les Jeux paralympiques d'été de 2012 dans la catégorie des malvoyants.
Elle termine quatrième du marathon T12 des Jeux paralympiques d'été de 2024 à Paris.

### Records
| Épreuve  | Performance    | Lieu   | Date          |
| -------- | -------------- | ------ | ------------- |
| 5 000 m  | 15 min 25 s 33 | Paris  | 1995          |
| 10 000 m | 31 min 42 s 83 | Lommel | 25 avril 1992 |